# Legile de deplasare ale lui Wien
Legile de deplasare ale lui Wien descriu în mod exact felul în care radiația termică evoluează la schimbarea temperaturii. Ele sunt consecințe ale principiului al doilea al termodinamicii și ale ecuațiilor lui Maxwell. După legile radiației ale lui Kirchhoff, în descrierea radiației termice un rol esențial este jucat de o funcție de două variabile I(λ,T) - numită intensitate a radiației corpului negru, λ este lungimea de undă, iar T este temperatura absolută. După Wien funcția I(λ,T) are o dependență cu totul specială de lungimea de undă și de temperatură:
unde f este o funcție de o singură variabilă. Prin "legile lui Wien" (1893) se înțeleg câteva consecințe speciale ale ecuației (W).
Formula (W) a lui Wien(1893) a constituit prima treaptă în descrierea completă a funcției I(λ,T), realizată în 1901
de către Max Planck prin introducerea ipotezei cuantice.

## Legile lui Wien

Fig.1:Funcţia u(λ,T) pentru diferite temperaturi

Spre sfârșitul secolului al XIX-lea, forma funcției I(λ,T) devenise cunoscută la temperaturi între 600 si 1500 K și pentru lungimi de undă de la 0,5 μm (vizibil)
pâna la c. 10 μm (infraroșu)
și se știa că ea are un (singur) maximum la o lungime de undă care se micșorează cu temperatura (vezi Fig.1). Folosind forma (W) a functiei I(λ,T) se poate preciza aceasta variație: anulând derivata față de λ și notând cu x0 rădăcina ecuației xf' (x) = 5 f(x) se obține:
Poziția maximului este invers proporțională cu temperatura absolută. Intensitatea maximă se obține substituind (I) in (W):
unde CL este o constantă.
Relațiile (I) și (II) sunt cunoscute sub numele de legile de deplasare ale lui Wien. În loc de lungimea de undă, I poate fi considerată ca o funcție de frecvența ν ≡ c/λ
și formula legile lui Wien corespunzătoare;
deoarece I(ν,T) reprezintă energia emisă pe unitatea de frecvență, are loc relația:
Maximul lui I(ν,T) este atins la o frecvență care nu corespunde lui λ(max), dar care crește liniar cu T, iar valoarea maximului crește proporțional cu T3.
Din forma (W) a lui I(λ,T) se obține direct legea Stefan-Boltzmann (vezi și articolul despre entropie) referitoare la dependența de temperatură a emisiei integrale a corpului negru:
Reamintind  că densitatea de energie pe lungimea de undă u(λ,T) este:
se vede că densitatea de energie totală are aceeași dependență de temperatură. Această lege a fost descoperită experimental în 1879 de Josef Stefan și demonstrată în 1884 de Ludwig Boltzmann folosind considerente termodinamice. Aplicația termodinamicii la radiația pură a fost la  aceea o noutate; W. Wien a extins considerabil aceste argumente.
Formula (W) conține mai multă informație decât cele două legi de mai sus: dacă se cunoaște curba I(λ,T0) pentru o temperatură T0, se poate calcula pentru orice altă temperatură:
Evident, I(λ,T) este determinată și dacă este cunoscută pentru toate temperaturile la o lungime de undă dată.

## Aplicații

### Constantele legilor
Valorile constantelor din formulele de mai sus au putut fi determinate la sfârșitul secolului XIX din grafice similare cu Fig.1. Aceste constante erau fascinante , pentru că sunt absolute: ele nu depind de nici un material ci sunt în virtutea legilor lui Kirchhoff constante universale ale interacției materiei cu radiația electromagnetică. Ele pot servi pentru a stabili un sistem de unități absolut în fizică, independent de etaloanele arbitrare (metru, secundă, gram) folosite curent. Valorile lor prezente sunt: x0 = 2900 μK, așa că
Constanta CL din formula (II) este : CL =4,082×10-12 W/cm3K5 iar în formula (III) a lui Stefan-Boltzmann CS = 1,80×10-12 W/cm2K4.
Dacă se admite că Soarele emite ca un corp negru, se poate estima temperatura lui folosind faptul că maximul emisiei este în regiunea galbenă a spectrului (λ = 0,55 μm): T = 5280 K ceea ce corespunde la o energie emisă de un cm2 de suprafață (în toate direcțiile) de 4360 W adică c. 5,8 CP. Un alt mod de a estima temperatura Soarelui este determinarea puterii totale care cade pe un m2 de suprafață aflată în planul perpendicular pe direcția soarelui. Această constantă solară, măsurată în afara atmosferei, este de 1380 W/m2 (cam cât puterea unui aspirator). Folosind formula (10) din articolul despre legile lui Kirchhoff, legea lui Stefan-Boltzmann din ecuația (III) de mai sus, distanța la soare 149,6×106 km și raza Soarelui 6,963×105 km rezultă T = 5780 K. Diferența față de prima valoare e datorită faptului că dependența de lungime de undă a emisivității Soarelui, deși apropiată, nu coincide cu aceea a corpului negru.

### Constrângeri teoretice
Orice propunere teoretică pentru funcția I(λ,T) trebuie să îndeplinească condițiile date de formula lui Wien (W). O expresie cunoscută, care reproduce pe I(λ,T) pentru lungimi de undă mari este aceea a lui Rayleigh și Jeans:
Aici k este constanta Boltzmann. Se vede că formula (RJ) satisface condiția (W) a lui Wien. La T fixat, ea crește indefinit când λ se micșorează și nu poate reproduce forma din Fig.1 ("catastrofa ultravioletă").
Wien a propus în 1896 o formulă care reprezenta foarte bine datele experimentale din vremea aceea:
unde C1, C2 sunt constante. Formula satisface evident constrângerile legii (W); se vede că la lungimi de undă mari, ea este în dezacord cu formula (RJ) a lui Rayleigh-Jeans.
Max Planck a oferit în 1900 și o justificare a formulei (W1); descoperirea din acel an făcută de O. Lummer și E. Pringsheim și de H. Rubens și F. Kurlbaum că formula (W1) nu reprezinta bine regiunea lungimilor de undă mari din infraroșul depărtat (care devenea încetul cu încetul accesibilă măsurătorilor) a dat însă lui Max Planck prilejul să-și reconsidere argumentele și să concludă că cuantificarea energiei emițătorilor este singurul mod de a rezolva dificultățile. Formula propusă de Planck este:
unde h este constanta Planck, iar k este constanta Boltzmann.

## Deducerea formulei lui Wien

### Aplicația principiului al doilea al termodinamicii
Instabilitatea radiației
Radiația termică este caracterizată de funcția I(λ,T) atunci când se găsește în echilibru cu un corp oarecare, care nu este complet reflectător, aflat la temperatura T. Temperatura care apare în funcția I(λ,T) este temperatura acestui corp; nu are (încă) sens sa vorbim despre "temperatura radiației" în condiții generale. De exemplu, într-o încăpere cu pereți complet reflectători se poate găsi radiație cu o compoziție energetică după lungimile de undă complet arbitrară (foarte diferită de aceea a corpului negru): starea de echilibru poate persista indefinit; temperatura globală a radiației nu e definită. Dacă introducem în încăpere un corp C dintr-un material cu absorbtivitate nenulă, compoziția radiației se schimbă în mod ireversibil - corpul C absoarbe și emite radiație până când distribuția după lungimi de undă a radiației din încăpere devine aceea a corpului negru. Corpul C poate fi oricât de mic, ca și capacitatea lui termică. Lucrul mecanic cheltuit pentru a-l introduce și a-l scoate din încăpere poate fi de asemenea făcut oricât de mic. Temperatura finală a radiației (și a corpului C) se obține din energia ei inițiala totală și din legea Stefan-Boltzmann (III). În rezumat, introducerea unui corp mic într-o incintă reflectătoare conținând radiație poate să o modifice în mod radical; din contra, îndepărtarea lui după stabilirea echilibrului se poate face cu efecte neglijabile.
Comprimarea adiabatică a radiației
Fie o astfel de încăpere cu un piston (tot complet reflectător) unde se comprimă radiația adiabatic și indefinit de lent, de la volumul inițial V0 și temperatura T0 la un volum V1, păstrând corpul mic absorbant în interior; în acest proces, entropia totală a radiației este constantă (vezi articolul despre entropie):
Când se atinge volumul V1 și după ecuația (5) temperatura T1, se îndepărtează corpul din încăpere, iar apoi se destinde volumul indefinit de lent până la volumul inițial V0. Deși corpul absorbant nu mai e prezent, este acceptat că distribuția finală a energiei după lungimile de undă este identică cu cea în prezența lui (adică cu cea inițială). Pentru aceasta, se evaluează lucrul mecanic efectuat la comprimare și destindere: în timpul procesului de comprimare, radiația rămâne izotropă și deci presiunea asupra pistonului este p = u/3 ; cantitatea de energie necesară pentru schimbarea temperaturii corpului absorbant poate fi făcută oricât de mică. La destindere, dacă radiația rămâne izotropă (vezi mai jos), cu același argument din articolul citat, presiunea este tot u/3. Deci se poate scrie pentru variația energiei interne atât la destindere cât și la compresie:
deoarece nu există schimb de căldură cu exteriorul. Prin integrare, din ecuația (6) rezultă că mărimea UV1/3 este conservată în aceste procese. Se deduce că energia radiației în starea inițiala este aceeași cu cea în starea finală. Rămâne însă posibilitatea să fie altfel distribuită pe lungimile de undă. Dacă aceasta se întâmplă, atunci se poate introduce în încăpere un corp mic absorbant ținut la temperatura T0, iar acesta, printr-un proces ireversibil, absorbind preferențial unele lungimi de undă și emițând altele, va restabili distribuția de radiație a corpului negru. Aceasta însă se poate face numai cu prețul apariției unui impuls nenul în câmp, pentru anumite lungimi de undă. Cu ajutorul unei probe mici absorbante, se poate transforma acest impuls în lucru mecanic: energia necesară este luată de la rezervorul de temperatură T0. Acest ciclu se poate repeta indefinit. Cu aceasta însă s-a încălcat principiul al doilea al termodinamicii: căldura de la un singur rezervor este transformată în mod ciclic în lucru mecanic. Rezultă că introducerea corpului mic negru nu a produs nici o modificare în distribuția radiației, și deci că aceasta își păstrase în compresie caracterul "negru" de echilibru. Deoarece temperaturile inițială și finală au fost alese arbitrar, rezultă că stările radiației "negre" obținute prin transformări adiabatice pot fi descrise și în absența unui corp negru, numai cu ajutorul ecuațiilor lui Maxwell fără cuplaj cu materia și cu condiții la limită corespunzând pereților total reflectători. Aceasta este o mare simplificare.
Mai mult, chiar dacă nu există corpul negru în incintă (dar a fost la momentul inițial) se poate încă vorbi cu sens de "temperatura radiației" în cursul transformării adiabatice, folosind formula (5).

### Radiația într-o incintă cubică complet reflectătoare
Ecuatiile lui Maxwell pot fi rezolvate simplu într-o incintă cubică cu latura L și pereți complet reflectători.. Câmpurile electric și magnetic trebuie determinate prin condițiile ca pe frontiera incintei cubice, componenta tangențială a câmpului electric si cea normală a câmpului magnetic să fie nule. Esența calculelor poate fi obținută din problema analoagă privind o singură funcție φ(x,y,z,t) care satisface ecuația undelor:
cu condiția ca φ să se anuleze cand x,y,z = 0 sau L. Soluția φ(x,y,z,t) este o superpozitie de soluții elementare φ(m,n,p;x,y,z,t) care pot fi numerotate cu un triplet (m,n,p) de numere întregi:
unde „numărul de undă” k este
λ este lungimea de undă, iar frecvența oscilațiilor este ν = c/λ. Numărul q definit în (9) depinde numai de întregii m,n,p. Energia totală U este suma pătratelor C(m,n,p) ale amplitudinilor A(m,n,p) ale acestor unde elementare:
și se presupune că aceste sume pot fi evaluate și ca integrale.
Se calculează suma (10) grupând termenii în intervale egale Δq ale variabilei q din (9). Interesează soluțiile care să reprezinte radiația corpului negru: aceasta este izotropă (dupa legile lui Kirchhoff) și deci C(m,n,p) depinde de fapt numai de q. Atunci
În cazul unei reduceri infinit lente L(εt) a lungimii L0 = L(t=0) a laturii cubului, corespunzând volumului inițial V0. În acest proces, distribuția radiației "trece" pe rând prin soluțiile corespunzătoare laturilor L(εt): numărul de „noduri” (dat de valorile m,n,p) ale undelor în toate direcțiile rămâne constant: undele sunt "comprimate", astfel încât numărul q rămâne constant iar lungimea de unda se schimbă după legea:
unde V este volumul cubului.
În acest proces, energiile individuale C(m,n,p) se pot însă schimba. Admițând că radiația rămâne izotropă, C nu depinde decât de q și V:
Radiația din cubul cu latura L poate fi considerată ca fiind constituită dintr-o serie de radiații izotrope separate, corespunzând diferitelor valori q și având energia ΔU(q,V). În timpul comprimării ele își schimbă lungimea de undă, dar nu se amestecă unele cu altele. În virtutea izotropiei, fiecare din aceste "radiații parțiale" exercită o presiune asupra pereților egală cu ΔU(q,V)/(3V).
Calculul variației energiei ΔU(q,V) în timpul comprimării se face analog cu cel al energiei totale (ecuația (6)):
de unde se vede prin integrare că mărimea ΔU(q,V)V1/3 ramâne constantă în acest proces:
astfel că
Acum se poate evalua densitatea de energie raportată la un interval Δλ de lungimi de undă, folosind (12) și (13) de mai sus:
unde h(x) este definit până la un factor de parantezele drepte.
Această formulă este valabilă oricare ar fi distribuția izotropă de radiație în cavitate. Dacă distribuția inițială de energie este aceeași cu a corpului negru, ea rămâne identică cu aceea a corpului negru (așa cum s-a arătat în paragraful precedent) și formula de mai sus ne arată evoluția ei în timpul comprimării. Din ecuația (5) se vede că într-un proces adiabatic V1/3 = const/T. Din (16) se obține lăsând Δλ -> 0:
ceea ce reprezintă ecuația (W), dacă se ține seama de (2).

## Remarci istorice și fizice
Formula lui Wien (W) a jucat un rol central în argumentele care au dus la „descoperirea” cuantelor. Wien a obținut pentru contribuțiile sale la teoria radiației Premiul Nobel pentru fizică în 1911. În prezent, în cursurile de fizică, formula lui Planck (P) este dedusă direct în limbajul mecanicii cuantice; cum ea satisface automat constrângerile legilor lui Wien, importanța acestora în istoria fizicii nu este suficient apreciată.
O prezentare introductivă excelentă a domeniului termodinamicii radiației se găsește în cursul de fizică generală al lui S.E.Friș și A.V.Timoreva
Faptul că principiul al doilea al termodinamicii joacă un rol esențial în argumentul după care ne putem mărgini la studiul radiației în încăperi perfect reflectătoare este descris clar de Max Planck.
În prezentarea de mai sus am urmărit de asemenea în linii mari cursul de termodinamică a lui Ș.Țiteica . Ideea de a considera radiația ca o sumă de oscilatori este datorita lui Rayleigh și duce împreună cu teorema de echipartiție a energiei din mecanica statistică clasică la formula lui Rayleigh-Jeans (RJ) de mai sus. Împreună însă cu ipoteza  nivelelor discrete de energie ale oscilatorilor, ea oferă modul cel mai rapid și natural de a deduce formula lui Planck. Dar această cale este foarte diferită de aceea istorică.
În lucrările lui Wien  și în cartea lui Max Planck,  autorii deduc „deplasarea” lungimilor de undă si creșterea energiei radiației în timpul comprimării analizând cu atenție efectul Doppler al luminii la reflexia ei pe un piston reflectător aflat într-o mișcare indefinit de înceată.
În prezentarea de mai sus, un cititor atent poate observa că nu a fost adusă nici o legitimitate a faptului (intuitiv) că radiația (cu lungimi de undă într-un interval Δq = 1) ramâne într-adevar izotropă în tot timpul comprimării în incinta reflectătoare. Aceasta este necesar pentru ca presiunea radiației să fie u/3.  Pentru cititorul interesat, nota de mai jos indica în ce fel se poate completa argumentația.

### Completare
Demonstrația de mai sus nu oferă nici un sistem prin care sa legăm între ele amplitudinile modurilor cu aceiași indici (m,n,p) corespunzând cuburilor cu laturile L și L-ΔL, cu ΔL oricât de mic. Pentru asta se caută soluții ale ecuației (U) a undelor sub forma unei serii Fourier:
într-o cutie cubică cu latura lent variabilă L(εt). Se verifică că, până la corecții de ordinul ε, T(t,m,n,p) este independent de ceilalți coeficienți și ascultă de ecuația:
Soluția ei nu este A sin(ckt+ψ) , cu A(m,n,p), k = 2π√(m2+n2+p2)/L și ψ(m,n,p) constante, ci mai complicată: în general faza ψ depinde de timp și crește cu timpul indefinit, iar amplitudinea variază și ea încet cu timpul. Ecuația admite însă un invariant adiabatic 
Prin aceasta se înțelege că mărimea I variază mai puțin de const×ε într-un interval de timp 0<t<1/ε (intervalul de timp tinde la infinit când ε tinde la zero!).La t=0, când comprimarea începe, radiația este izotropă și deci amplitudinea A depinde numai de √(m2+n2+p2). Deci I(m,n,p) este și el izotrop. Dar k(m,n,p) rămâne prin definiție izotrop în timpul comprimării iar invarianța lui I garantează că A2(m,n,p) își păstrează caracterul izotrop de la momentul inițial